# Borj El Kebir (Houmt Souk)
Pour les articles homonymes, voir Borj El Kebir.
Le borj El Kebir (arabe : البرج الكبير), appelé aussi borj El Ghazi Mustapha, est le plus grand et le mieux conservé des forts de l'île de Djerba en Tunisie. Il fait partie de ses sites historiques les plus visités.

## Étymologie
L'appellation du borj El Ghazi Mustapha vient du nom du caïd installé à Djerba en 1560 par Dragut. Ce caïd agrandit et consolide le fort pendant le XVIe siècle et donne au bâtiment son architecture actuelle. Une stèle en marbre relative à ces travaux, scellée primitivement dans l'un des murs intérieurs de l'entrée du fort, est actuellement exposée au musée national du Bardo à Tunis.

## Localisation
Le fort est situé sur la côte à 500 mètres du nord de Houmt Souk, jouxtant son port de pêche.

## Histoire
La construction du borj El Kebir est envisagée en 1392 et ordonnée en 1432, à la suite de l'expulsion des soldats d'Alphonse V d'Aragon, par le sultan hafside de Tunis Abû Fâris `Abd al-`Azîz al-Mutawakkil.
Il est bâti sur les ruines de l'ancienne ville romaine de Girba (actuelle Houmt Souk), dont les vestiges sont réemployés dans la construction de l'ouvrage. Vers 1450, il subit des extensions.

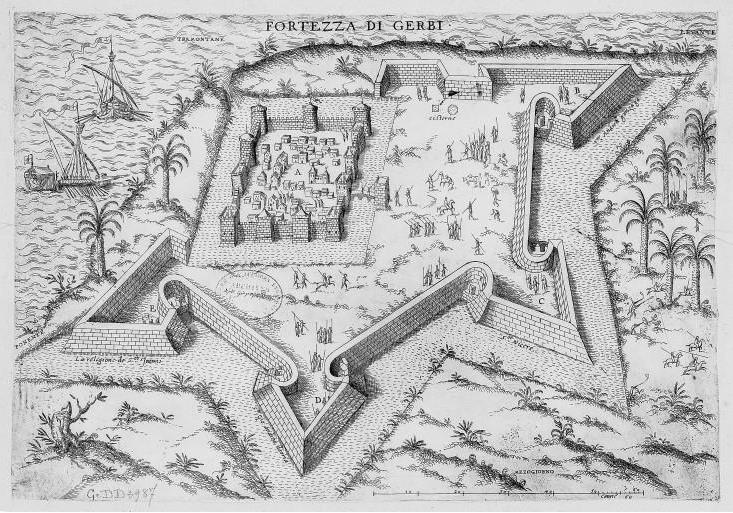
Borj El Kebir de Houmt Souk en 1599.

Le 11 mars 1560, à la suite d'une défaite, il est offert par le cheikh Messaoud, placé à la tête de l'île, au vice-roi de Sicile, Juan de la Cerda y Silva (es), qui ne le conserve pas longtemps. Faisant suite à la bataille navale de Djerba, au nord de l'île, le fort est assiégé deux mois plus tard, entre le 11 mai et le 29 juillet, et conquis par le corsaire Dragut appuyé par Piyale Pacha, l'assaut faisant entre 5 000 et 6 000 morts du côté des défenseurs. Les corsaires et pirates font alors du borj El Kebir leur repaire pendant plusieurs siècles. Entre 1560 et 1567, le caïd Ghazi Mustapha Bey, installé par Dragut pour faire de l'île une base navale, achève les travaux de réaménagement entrepris par Juan de la Cerda, en y ajoutant notamment des appartements et une petite mosquée.
Durant le protectorat français, c'est dans le fort que, le 28 juillet 1881, les troupes françaises s'installent après avoir pris l'île. En 1903, il passe aux mains des autorités tunisiennes. Un an plus tard, le 15 mars 1904, il acquiert le statut de monument historique puis subit des travaux de restauration et d'aménagement en musée.
Il abrite actuellement deux zaouïas, celles de Sidi Saad et de Ghazi Mustapha, dédiée à Ghazi Mustapha Bey.

## Description
Avec sa forme rectangulaire et ses tours rondes et carrées, le borj El Kebir représente l'un des repères les plus évidents de l'architecture défensive de l'île de Djerba.
La porte d'entrée comporte un pont-levis au dessus d'un fossé isolant l'ouvrage. Elle donne accès à un vestibule qui s'ouvre sur la cour intérieure. Cette dernière renferme des vestiges de garnisons qui se sont succédé dans cette enceinte depuis l'Antiquité. D'autres objets historiques trouvés sur place lors des fouilles de 1975 (qui ont permis de découvrir le fort primitif) sont exposés dans une salle aménagée en antiquarium avec des panneaux explicatifs. Les chemins de ronde, pour leur part, offrent une vue panoramique sur les environs et le large ; ils permettent de voir le port et un obélisque de neuf mètres de haut situé à l'ouest ; celui-ci rappelle l'emplacement du borj-er-Rous.
Vers 1550, Léon l'Africain, cité par Kamel Tmarzizet et Salah-Eddine Tlatli, en parle ainsi : « Le borj El Kebir est un monument historique de 68 mètres de longueur sur 53 mètres de largeur, avec une muraille d'environ dix mètres de hauteur et de 1,20 à 1,50 mètre d'épaisseur. Construit sur le front de mer, sur les ruines de la cité de Girba, il était à l'origine entouré d'un fossé d'environ douze mètres de largeur avec un pont-levis qui servit d'entrée jusqu'au XIXe siècle ».

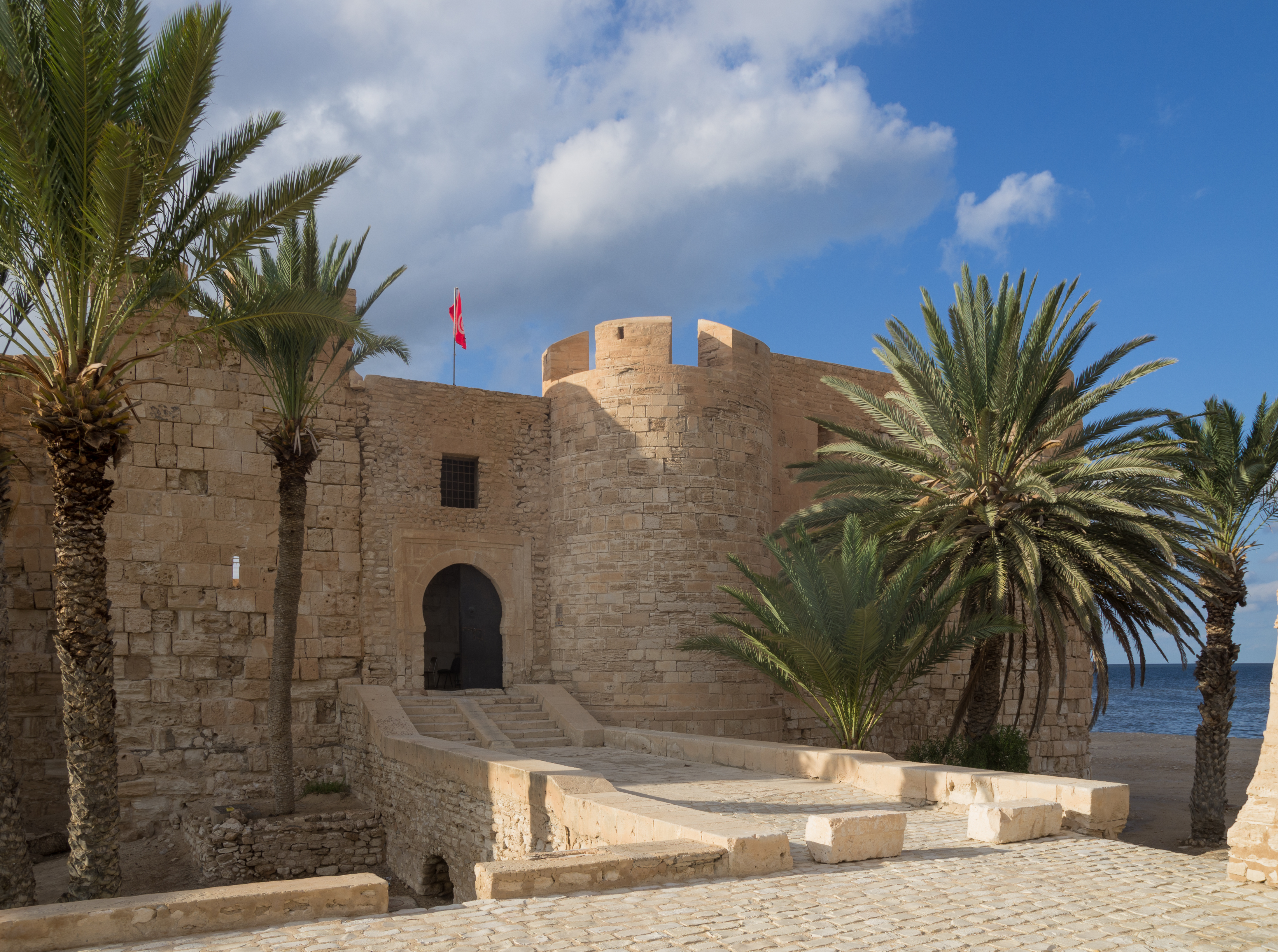
Entrée du fort.
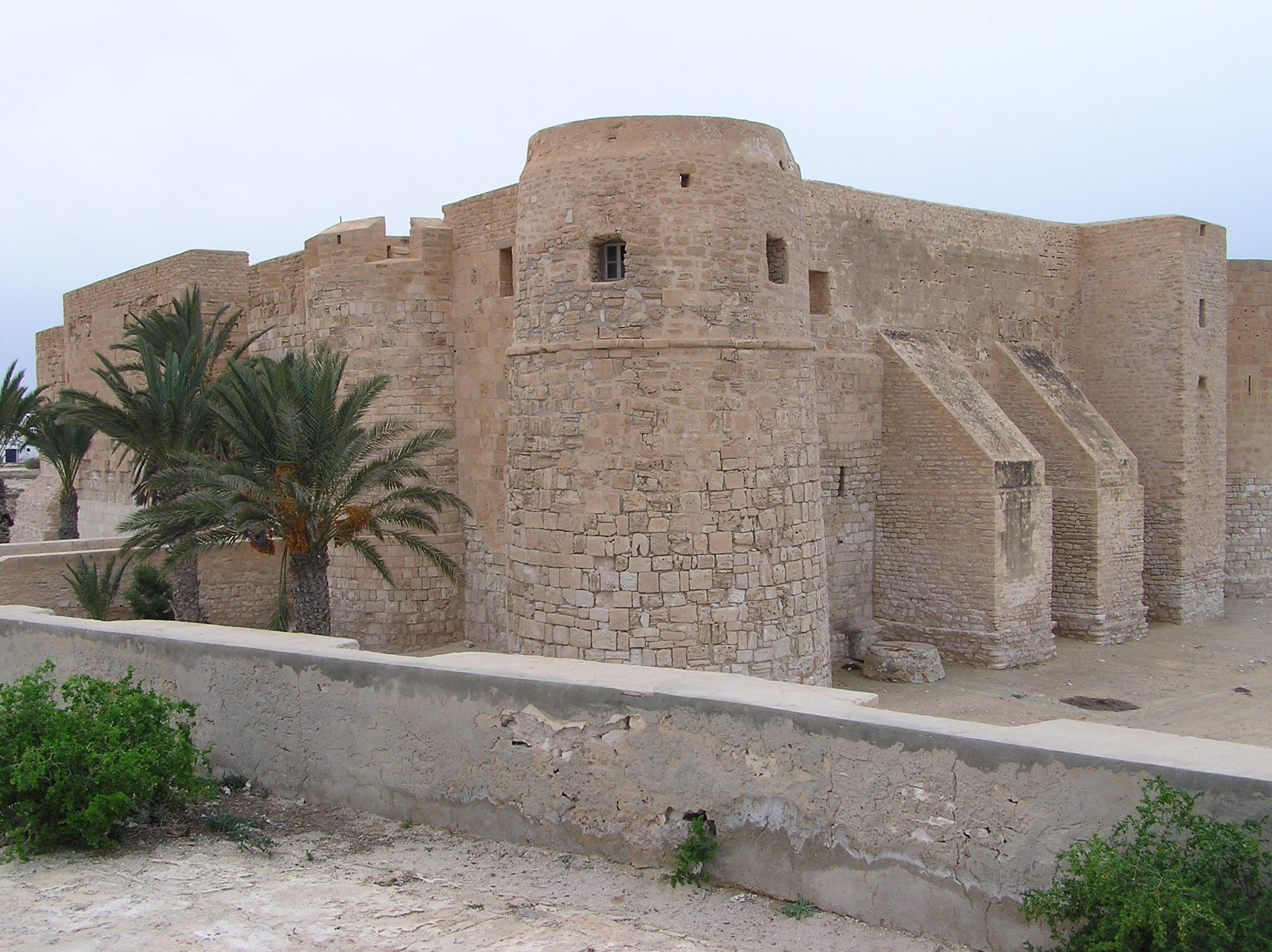
Aperçu des murailles.
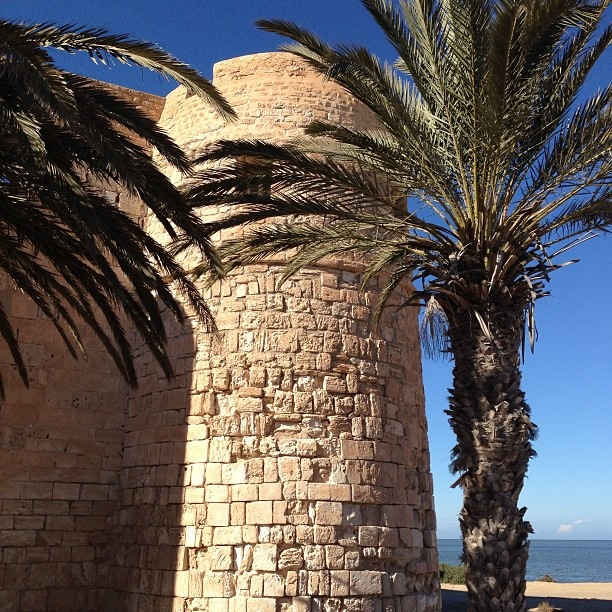
Détail d'une tour d'angle.
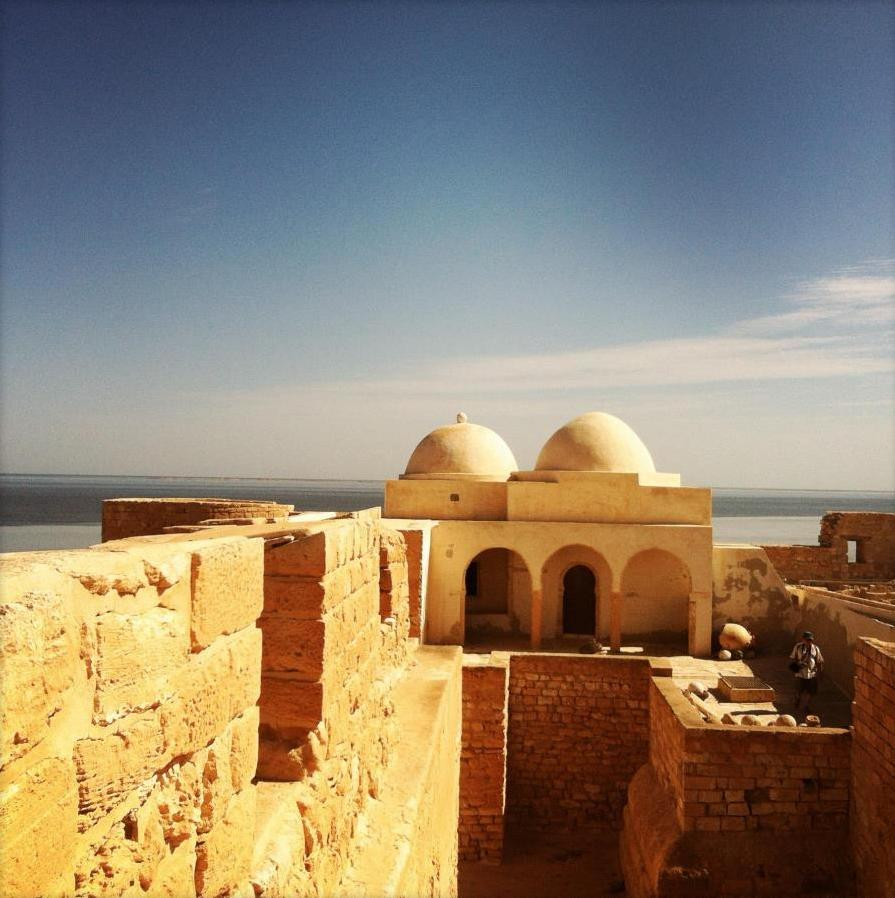
Coupoles des zaouïas de Sidi Saad et Ghazi Mustapha.
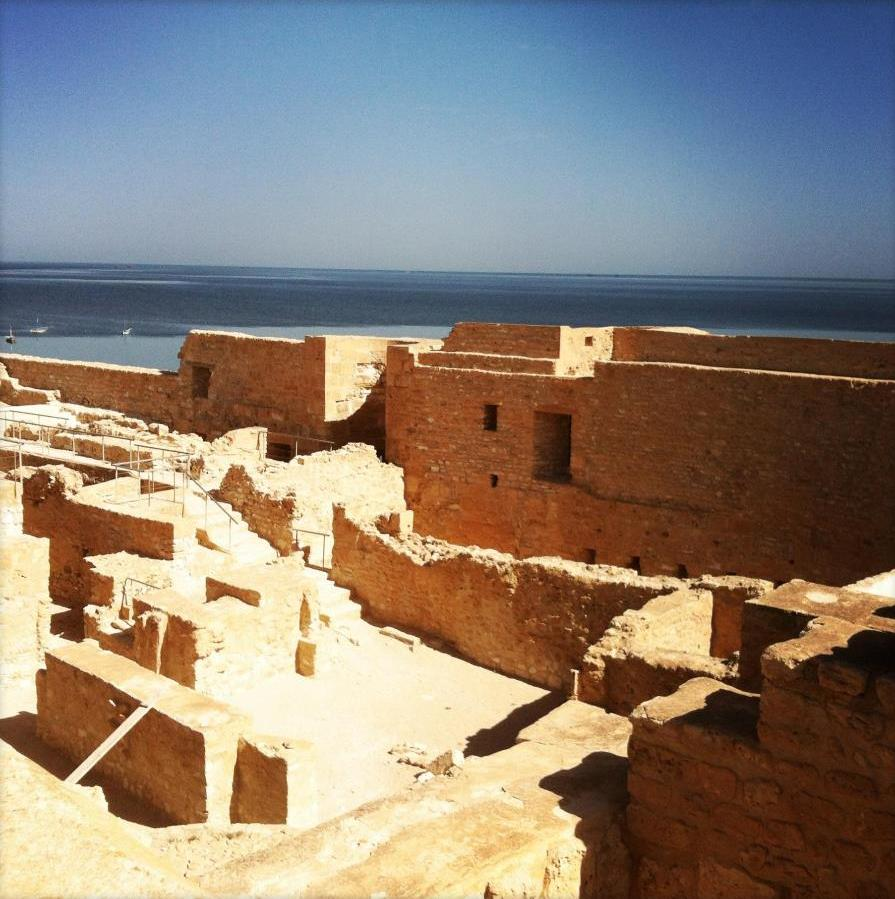
Intérieur.
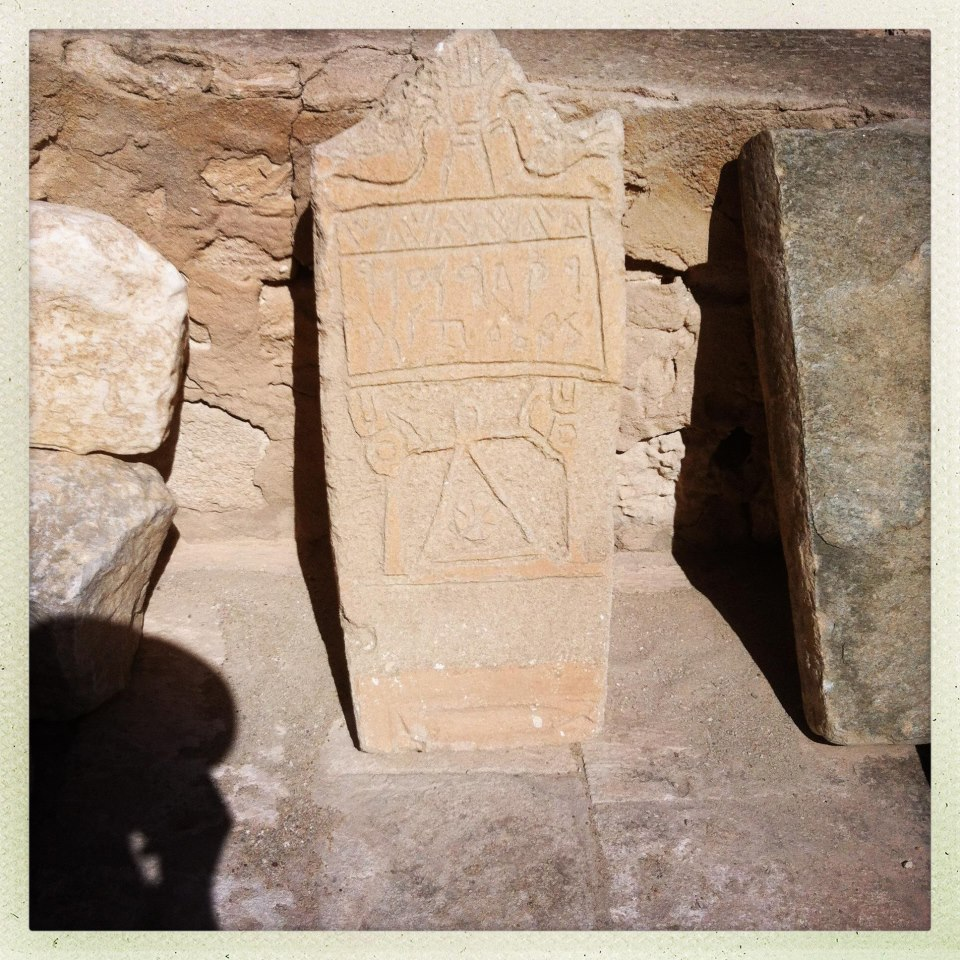
Objet trouvé lors des fouilles de 1975.